# Харгартен о Мин
Харгартен о Мин (фр. Hargarten-aux-Mines) насеље је и општина у североисточној Француској у региону Лорена, у департману Мозел која припада префектури Буле Мозел.
По подацима из 2011. године у општини је живело 1129 становника, а густина насељености је износила 204,9 становника/km². Општина се простире на површини од 5,51 km². Налази се на средњој надморској висини од 220 метара (максималној 354 m, а минималној 210 m).

## Демографија
| 1962. | 1968. | 1975. | 1982. | 1990. | 1999. | 2011. |
| ----- | ----- | ----- | ----- | ----- | ----- | ----- |
| 1.008 | 1.015 | 959   | 974   | 1.107 | 1.128 | 1.129 |

График промене броја становника у току последњих година